# Ивановский сельсовет (Дмитровский район)
Ивановский сельсовет — упразднённая административно-территориальная единица, существовавшая на территории Московской губернии и Московской области до 1958 года.
Ивановский сельсовет был образован в первые годы советской власти. По данным 1918 года он входил в состав Рогачёвской волости Дмитровского уезда Московской губернии.
По данным 1926 года в состав сельсовета входили село Ивановское, деревни Бестужево, Новосёлки, Попиха и Чайниково.
В 1929 году Ивановский с/с был отнесён к Дмитровскому району Московского округа Московской области.
27 февраля 1935 года Ивановский с/с был передан в Коммунистический район.
4 января 1952 года из Ивановского с/с в Микляевский сельсовет было передано селение Черны, в Покровский с/с — Зуево, в Мало-Рогачёвский сельсовет — Назарово-Гаврильцево.
14 июня 1954 года к Ивановскому с/с были присоединены Аладьинский (селения Аладьино, Демьяново, Костюнино и Маслово) и Телешовский (селения Бородино, Куракино, Романцево и Телешово) с/с.
7 декабря 1957 года Коммунистический район был упразднён, и Ивановский с/с был передан в Дмитровский район.
27 августа 1958 года Ивановский с/с был упразднён. При этом его территория (селения Аладьино, Бестужево, Бородино, Демьяново, Ивановское, Костюнино, Куракино, Маслово, Новосёлки, Попиха, Романцево, Телешово и Чайниково) была передана в Большерогачёвский с/с.